# لين وليامز (ممثل)
لين وليامز (بالإنجليزية: Lynn "Red" Williams)‏ هو ممثل أمريكي، ولد في 1963 بأوماها في الولايات المتحدة.

## أعمال

### أفلام
- (1997)  إبادة[1]

## وصلات خارجية
- لين وليامز على موقع IMDb (الإنجليزية)
- لين وليامز على موقع قاعدة بيانات الفيلم (الإنجليزية)